# Sonata para piano n.º 20 (Beethoven)

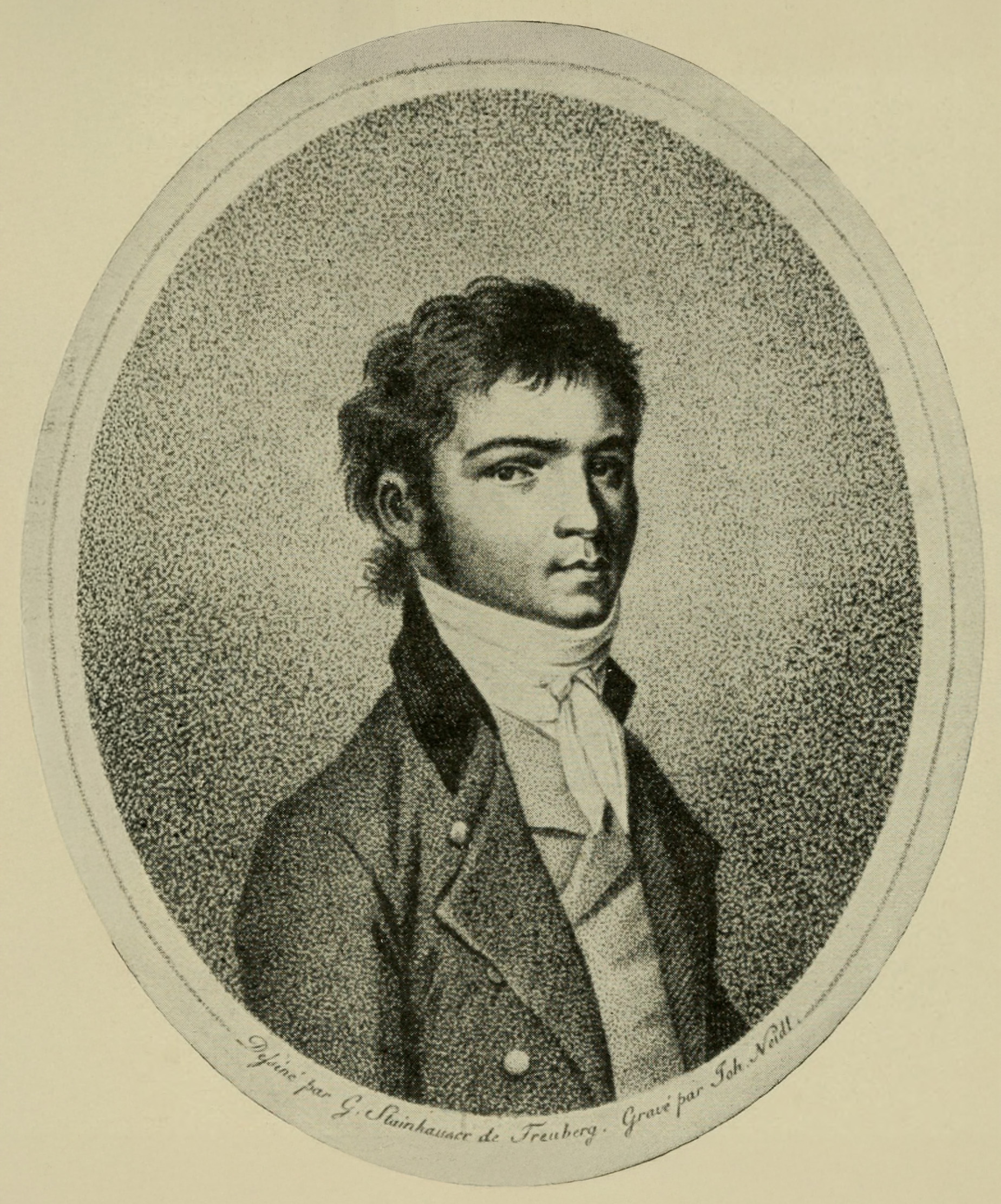
Beethoven en 1796.

La sonata para piano n.º 20 en sol mayor, Op. 49 n.º 2 fue compuesta por Ludwig van Beethoven probablemente hacia el año 1795 o 1796, a pesar de que no fue publicada el 1805, conjuntamente con la n.º 19.

## Historia
Las dos piezas que conforman el Opus 49 son las Sonatas n.º 19 y n.º 20. La sonata Op. 49 n.º 1 numéricamente se sitúa justo después de las Sonatas n.º 16, n.º 17 y n.º 18 del Op. 31, pero cronológicamente las precede en al menos cinco años. La n.º 19 fue escrita hacia 1797, lo que la hace contemporánea de las sonatas n.º 4 a 7. La n.º 20 es también una composición temprana, probablemente iniciada en 1796. Beethoven, siempre perfeccionista, suprimió muchas de sus primeras obras y a veces las reviso antes de enviarlas finalmente al editor o decidiendo tras un examen minucioso que, después de todo, eran aptas para la imprenta. En otros casos se limitaba a no publicar la obra durante toda su vida. Ambas sonatas se conocen también como "Leichte Sonaten" ("Sonatas fáciles"). No son difíciles de tocar y su carácter general, sin complicaciones, hace pensar que el compositor las consideraba más como una sonatina.
La publicación de este opus fue llevada a cabo por la editorial Bureau des Arts et d'Industrie en 1805 en Viena bajo la denominación "Deux sonatas faciles".  Se cree que Beethoven no tenía intención de publicarlas sino que eran solo para uso privado como material educativo con sus alumnos. De no haber sido por la intervención del hermano de Beethoven, Caspar van Beethoven, es posible que estas sonatas no hubieran sobrevivido o bien hubieran aparecido tras la muerte del compositor como muchas otras piezas sin número de opus. Caspar fue el responsable, en contra de la voluntad de su hermano, de enviar las dos sonatas del Op. 49 al editor para su publicación. La razón por la que el compositor no estaba seguro de su valor artístico pudo tener que ver con sus modestas proporciones. En cuanto a su calidad artística, con el tiempo debió darse cuenta de que se trataba de una creación digna.

## Estructura y análisis
La sonata consta de dos movimientos:
- I. Allegro ma non troppo, en sol mayor 2
4
- II. Tempo di menuetto, en sol mayor 3
4

La interpretación de esta obra dura aproximadamente 8 minutos. Los dos movimientos están en sol mayor lo que la convierte en homotonal. Se trata de una obra sencilla, sin la sofisticación evidente en la mayoría de las demás sonatas para piano.

### I.Allegro ma non troppo
El primer movimiento, Allegro ma non troppo, está escrito en la tonalidad de sol mayor, en compás de 2/2 y sigue la forma sonata. Consta de dos temas, el primero de los cuales es aristocrático, delicado pero majestuoso. Se basa en gran medida en un acorde de sol mayor. Luego pasa a un segundo tema más juguetón y animado. Ambos experimentan un desarrollo mínimo en las tonalidades de re menor, la menor y mi menor antes de la recapitulación con los temas presentados en la tónica y su subdominante do mayor, creando una forma sonata simplificada.

### II.Tempo di menuetto
El segundo y último movimiento, Tempo di menuetto, mantiene la tonalidad de sol mayor, el ritmo es de 3/4 y adopta la forma rondó. El tema principal del rondó es esencialmente un minueto. Presenta una encantadora melodía que, junto con el material que lo acompaña, se repite varias veces, variando un poco en apariencia, pero permaneciendo simple y sin sofisticación. Este movimiento comparte tema melódico con el minueto del Septeto Op. 20 (1799-1800). Al ser esta una pieza posterior en su producción, la supresión de esta sonata por parte de Beethoven y la reutilización de uno de sus temas sugiere que tal vez planeó desechar la obra para piano por completo. No obstante, el compositor era conocido por reciclar melodías y en algunos casos varias veces (por ejemplo, las Variaciones Eroica).